# Бизот
Бизот (фр. Bizots) насеље је и општина у источном делу централне Француске у региону Бургоња, у департману Саона и Лоара која припада префектури Отен.
По подацима из 2011. године у општини је живело 473 становника, а густина насељености је износила 21,81 становника/km². Општина се простире на површини од 21,69 km². Налази се на средњој надморској висини од 337 метара (максималној 421 m, а минималној 289 m).

## Демографија
| 1962. | 1968. | 1975. | 1982. | 1990. | 1999. | 2011. |
| ----- | ----- | ----- | ----- | ----- | ----- | ----- |
| 278   | 286   | 233   | 369   | 472   | 435   | 473   |

График промене броја становника у току последњих година